# Beauford H. Jester
Beauford H. Jester (né le 12 janvier 1893, mort le 11 juillet 1949) est un homme politique américain démocrate, gouverneur du Texas entre 1947 et 1949.
C'est le premier gouverneur du Texas à être mort en cours de mandat.